# Ochthebius maculatus
Ochthebius maculatus es una especie de escarabajo del género Ochthebius, familia Hydraenidae. Fue descrita científicamente por Reiche en 1869.
Se distribuye por Malta (en la isla de Gozo, San Lawrenz). Mide 1,9 milímetros de longitud.